# 福島工業高等専門学校
福島工業高等専門学校（ふくしまこうぎょうこうとうせんもんがっこう、英語: National Institute of Technology, Fukushima College, NIT, Fukushima College）は、福島県いわき市平上荒川に所在する国立高等専門学校。略称は福島高専。

## 概要
本科5学科・専攻科2専攻（5コース）で構成される。全国51校の国立高専に3学科のみとなる文系学科も設置されている。
正面玄関にあるケヤキの大木は、林野を切り開いて校地を整備した際、そのまま残され、学校のシンボル的存在となっている。物質工学科棟の北側にあるクスノキは、旧平町役場の庁舎が1900年に建設された際の記念植樹を1978年に譲り受け移植した。
さらに、ケヤキの前には、彫刻界の第一人者であった佐藤忠良から寄贈を受けたブロンズの「青年の像」（1969年9月除幕）が建立され、中庭にも佐藤が炭鉱労働者らの協力のもと制作したセメント像「母子想」（1953年作）が立っている。「母子想」の所有者は常磐炭砿（後の常磐興産）であったが、自社炭鉱の閉山にともなって寄贈を受け、1973年1月、同地に移設されたものである。また、校地の背後には、本州で最後まで採掘が行われていた常磐炭田の廃坑が点在し、石炭産業で栄えた往時の面影を残している。
東日本大震災によって東京電力福島第一原子力発電所がメルトダウンなどの重大事故を起こす直前には、原子力関連の就職者が就職希望者全体の25パーセントにも及んでいた。原発事故後2年となる2013年4月には、原発の廃炉作業などに従事する人材を育成するために、専攻科内に「復興人材育成特別コース」を開講した。

## 沿革
1961年6月、国会で学校教育法の一部を改正する法律（法律第144号）、いわゆる「高専法案」が成立したのを受け、福島県議会が「高専校設置に関する意見書」を全会一致で議決した。これにともない、福島県知事命により「高専校を常磐工業地帯に設置」するよう旧文部省に陳情を行うとともに、官民により「常磐地区高専校誘致期成同盟」（事務局は旧石城県事務所内）を結成して、誘致運動を展開。福島県知事、県議会議長、県教育長、平市長、県選出国会議員らが数度にわたって文部大臣に直接要請を行うなどした結果、翌1962年1月10日、他の11校とともに、国立高専1期校として平市への設置が決定するに至った（東北では1校のみ）。
学校名は、当時の文部省が所在地の市名を付けるよう指導したことから、「平高専」という名称になった。1966年10月には、平市を含む5市4町5村の広域合併により、いわき市が誕生。これに伴い、県名を冠した「福島高専」に改称された。現在でも、当時を知る地元の人びとは「平高専」と呼ぶことがある。
初代校長には、高専誘致の中心になった県教育長の佐藤光が横滑りで就任。県全体でバックアップする態勢が取られた。他の高専では、合格者の入学辞退が相次ぎ、追加合格を出さざるを得ない事態となったり、現在でも、あらかじめ辞退者を想定して、定員を大幅に上回る合格者を出しているところがあるものの、福島高専の場合は草創期も現在も合格者は各学科定員40名＋1、2名にとどまり、ほぼ全員入学している。
第1回の入学試験では、福島県のみならず、東北各県や北関東からも受験生を集め、志願倍率17倍に達した。近隣に宮城高専が創設された翌年も14.7倍を維持した。しかし、東北6県すべてに高専が創設され、茨城県に茨城高専が創設された3年目には6.6倍に落ち着き、その後、20年ほどは3 - 4倍の競争率で安定。近年は、2倍前後の倍率となっている。

### 年史
- 1962年 - 平工業高等専門学校（国立高専1期校）として開校。機械工学科、電気工学科、工業化学科の3学科を設置。
- 1966年 - 土木工学科を設置。
- 1967年 - 福島工業高等専門学校に改称。
- 1994年 - 文科系学科のコミュニケーション情報学科を設置。
- 1995年 - 土木工学科を建設環境工学科に改組。
- 1996年 - 工業化学科を物質工学科に改組。
- 2004年 - 新たに発足した独立行政法人国立高等専門学校機構に移管。専攻科を設置。
- 2013年 - 専攻科内に復興人材育成特別コースを開講。
- 2015年 - 専攻科を改組し、従来の3専攻から2専攻、5コースに改組。
- 2016年 - コミュニケーション情報学科がビジネスコミュニケーション学科に改組。
- 2017年 - 工学系4学科が機械システム工学科、電気電子システム工学科、化学・バイオ工学科、都市システム工学科に改組。
- 2021年 - 機械工学科、電気工学科、物質工学科、建設環境工学科の学生がすべて卒業した。

## 教育理念
- 広く豊かな教養と人間力の育成
- 科学技術の基礎的素養と創造性及び実践性の育成
- 固有の才能の展開と国際的な視野及びコミュニケーション能力の育成

## 校歌
- 作詞：草野心平、作曲：小山清茂[5]

## 学習・教育目標
- 地球的視野から人や社会や環境に配慮できる能力を養うために、倫理・教養を身につける。
- 工学およびビジネスの幅広い基礎知識の上に、融合・複合的な専門知識を修得し、知識創造の時代に柔軟に対応できる能力を身につける。
- 工学系科目－ビジネス系科目の協働（シナジー）効果により、複眼的な視野を持って自ら工夫して新しい産業技術を創造できる能力を身につける。
- 情報収集や自己学習を通して常に自己を啓発し、問題解決のみならず課題探求する能力を身につける。
- モノづくりやシステムデザイン能力を養うことにより、創造的実践力を身につける。
- 情報技術を活用して、国際社会で必要なコミュニケーション能力およびプレゼンテーション能力を身につける。

## 組織と学科
- 本科（準学士課程）
  - 機械システム工学科
  - 電気電子システム工学科
  - 化学・バイオ工学科
  - 都市システム工学科
  - ビジネスコミュニケーション学科
- 専攻科（学士課程）
  - 産業技術システム工学専攻
    - 生産・情報システム工学コース
    - エネルギーシステム工学コース
    - 化学・バイオ工学コース
    - 社会環境システム工学コース

  - ビジネスコミュニケーション学専攻
    - ビジネスコミュニケーション学コース

## 学生活動
- 学生会 - 執行部、新聞局
- 文化部 - 天文、写真、無線通信、吹奏楽、美術、将棋、茶華道、演劇
- 体育部 - 陸上競技、バスケットボール、バレーボール、ソフトテニス、硬式テニス、ソフトテニス、卓球、柔道、剣道、サッカー、硬式野球、水泳、山岳、空手道、サイクリング、ラグビー、バドミントン、弓道、ストリートダンス
- サークル - 分子生物学、カバティ、新体操、ディスカッション、モノづくり、居合道

## 学生寮
学生寮は「磐陽寮（ばんようりょう）」と呼ばれ、こずえ棟、若葉棟、青葉棟、暁棟、白雲棟、食堂・浴室棟で構成される（若葉棟は女子寮）。
寮務主事が委員長を務め、17名の教員・事務職員で構成する寮務委員会が管理運営を行っている。
全寮生で組織される「寮生会」には、寮長、副寮長、書記、会計、会計監査のほか、厚生、管理、行事、広報、園芸、選挙管理兼図書、指導寮生の各委員会が設置されており、ほぼ全員の寮生がいずれかの委員会に所属し、管理運営に参加している。
門限や入浴時間、消灯時間が定められている。女子寮男子寮ともに玄関がカードキーで管理され、22時以降は外出できない。外出した場合は寮務委員会からの指導を受ける。
- 年度初めには、新入寮生が上級生に自己紹介をする「対面式」が2日にわたって行われる。この他にも寮生間の交流行事（スポーツ大会、餅つきなど）がある。

## 学校行事
- 体育大会
  - 平成30年度からは、年1回ではなく、毎年5月と9月の年2回開催となった。形式としては、各学年内で学科対抗である。
- 学年行事日
  - 主に所属している学科に関係する工場を見学したり、卒業生や教員の話を聞いたりする。また、遊園地や動物園など娯楽施設に行くこともある。修学旅行に代わり設けられた行事。2004年から始まり、毎年10月中旬に行われる。
- 磐陽祭
  - 学生会が主催する学園祭・文化祭。第1回は「磐陽台祭」と呼称したが、第2回以降「高専祭」の名称に落ち着いた。開催は2年に1度、もしくは3年に1度行っていた。2006年以降は学生会主導により、毎年連続して開催されている。なお、2009年から名称が「磐陽祭」へと変更された。

## 出身者
- 永井健一（群馬大学名誉教授、元日本機械学会機械力学・計測制御部門長）
- 渡部茂己（常磐大学国際学部教授、電気8回生）
- 小関英吾（フリースタイルモトクロスライダー）
- 安齋敦子（元テレビユー福島アナウンサー）
- 渡辺志津男（東京都下水道サービス代表取締役社長、元東京都下水道局長）
- 大澤昇平（工学者、実業家、Daisy代表取締役CEO，元東京大学大学院情報学環特任准教授）